# Sidi Barrani
Sīdī el-Barrānī (in arabo سيدي برّاني‎?), o Madīnat Barrānī (città di Barrānī) è un villaggio egiziano vicino al Mar Mediterraneo, a circa 95 km dal confine con la Libia e a 240 km da Tobruch. L'origine del nome è incerta, significando Sidi, in arabo, "signore" mentre barrānī significa "forestiero". Prende il nome dal Sidi al-Sāʿadī al-Barrānī, uno sceicco Senussi che era un capo della sua zāwiya.

## Storia
Sidi El Barrani si trova vicino alla città romana di Zygra, nella provincia romana della Lybia inferior.
Nelle sue vicinanze fu combattuta nel 1916 la battaglia di Agagiya tra le truppe dell'Impero britannico e i rivoltosi senussiti
Sidi El Barrani è spesso ricordata dal punto di vista storico per descrivere l'estensione iniziale dell'invasione dell'Egitto ad opera delle forze italiane provenienti dalla Libia nel settembre del 1940. Una serie di forti e linee difensive vennero stabilite dalla 10ª Armata Italiana tra questa località e la vicina Sollum.
I volontari dell'American Field Service che erano con l'VIII Armata britannica e svolgevano il servizio di soccorso, si stanziarono nel giugno del 1942 in un'area a 42 km ad est di Sidi Barrani.
La cittadina è stata anche inserita nel videogioco Codename: Panzers Phase Two come scenario d'azione.
Sidi El Barrani fu un punto di osservazione dell'eclissi solare totale del 29 marzo 2006.